# 大混乱
『大混乱』（だいこんらん、The Great Outdoors）は、1988年のアメリカ合衆国のコメディ映画。監督はハワード・ドゥイッチ。出演はダン・エイクロイドやジョン・キャンディなど。

## キャスト
※括弧内は日本語吹替
- ローマン：ダン・エイクロイド（田中信夫）
- チェット：ジョン・キャンディ（小林修）
- コニー：ステファニー・ファラシー（英語版）（太田淑子）
- ケイト：アネット・ベニング（弥永和子）
- ウォーリー：ロバート・プロスキー
- バック：クリス・ヤング（松田辰也）
- ベニー：イアン・ジアッティ

## スタッフ
- 監督：ハワード・ドゥイッチ
- 製作総指揮・脚本：ジョン・ヒューズ
- 撮影：リック・ウェイト
- 音楽：トーマス・ニューマン